# Коналл I
Коналл I (Коналл мак Комгайл; гэльск. Conall mac Comgaill; умер в 574) — король гэльского королевства Дал Риада, правил с 558 по 574 год.

## Биография
Коналл I был сыном короля Комгалла. Он унаследовал престол Дал Риады после гибели своего дяди Габрана в сражении с пиктами.
В 563 году Коналл I уступил остров Айона ирландскому проповеднику Колумбе, который основал на острове монастырь, ставшим центром распространения христианства в Шотландии. Король оказывал содействие миссионерской деятельности Колумбы и помогал организовывать его путешествия в земли язычников-пиктов.
В политической сфере Коналл I стремился к укреплению королевской власти и включению всех гэльских племен западного побережья Шотландии в состав Дал Риады. Для этого, в том числе, совместно с правителем ирландского королевства Уснех Колманом Бекком предпринял в 568 году экспедицию на Гебридские острова.
Коналл I скончался в 574 году. Несмотря на то, что у него был сын Коннад, новым королём Дал Риады стал двоюродный брат Коналла Айдан.